# Nebojša Radmanović
Nebojša Radmanović (Servisch: Небојша Радмановић) (Gračanica, 1 oktober 1949) is een Bosnisch-Servische politicus, die onder meer actief was als president van Bosnië en Herzegovina.

## Loopbaan
Radmanović ging naar school in Banja Luka en studeerde filosofie aan de Universiteit van Belgrado. Op 1 oktober 2006 werd hij verkozen als Servisch lid van het drie-presidentschap van Bosnië en Herzegovina. Tijdens zijn eerste vierjarige termijn zetelde hij hierin samen met de Kroaat Željko Komšić en de Bosniak Haris Silajdžić. In 2010 werd Radmanović herkozen voor een tweede termijn, waarin hij samenwerkte met Komšić en Bakir Izetbegović.
Tijdens zijn zitting in het presidentschap bekleedde Radmanović viermaal het roulerend voorzitterschap: van november 2006 tot juli 2007, van november 2008 tot juli 2009, van november 2010 tot juli 2011 en van november 2012 tot juli 2013. Hij werd in 2014 opgevolgd door Mladen Ivanić.